# Jeremy Bobb
Jeremy Bobb, né le 13 mai 1981 à Dublin (Ohio) aux États-Unis, est un acteur américain. Il a eu un rôle récurrent en 2013, dans la série télévisée Hostages, en tant que chef d'état-major de la Maison Blanche, Quintin Creasy, et a joué le rôle principal d'Herman Barrow dans la série télévisée The Knick.

## Filmographie

### Cinéma
- 2014 : Quand vient la nuit : Stevie
- 2017 : Marshall : John Strubing
- 2018 : Under the Silver Lake : Le Compositeur
- 2019 : Les Baronnes (The Kitchen) d'Andrea Berloff : Rob Walsh
- 2019 : The Wolf Hour d'Alistair Banks Griffin : officier Blake
- 2022 : Butcher's Crossing de Gabe Polsky
- 2024 : Cabrini d'Alejandro Monteverde

### Séries télévisées
- 2005 : New York, police judiciaire : le patrouilleur (saison 16, épisode 8)
- 2009 : New York, police judiciaire : le policier en civil  (saison 20, épisode 7)
- 2011 : New York, unité spéciale : Donny Greenway (saison 12, épisode 13)
- 2012 : New York, unité spéciale : Vincent Moran (saison 14, épisode 8)
- 2013 : Hostages : Quentin Creasy
- 2013 : House of Cards : Nick Henslow
- 2014-2015 :The Knick : Herman Barrow
- 2015 : Elementary : Gary Burke
- 2015 : Gotham : Owen Lloyd
- 2016 : Mr. Robot : Joseph Green
- 2017 : Godless : A.T. Grigg
- 2017 : Manhunt: Unabomber : Stan Cole
- 2018 : Escape at Dannemora : Dennis Lambert
- 2018 : Mosaic : Frank Scott
- 2019 : Poupée Russe : Mike
- 2019 : Jessica Jones : Gregory Salinger
- 2020 : New York, unité spéciale : agent de l'immigration Rory O'Toole (saison 21, épisode 14)
- 2020 : The Outsider : Alec Pelley
- 2023 : The Continental : From the World of John Wick